# Adenoncos buruensis
Adenoncos buruensis är en orkidéart som beskrevs av Johannes Jacobus Smith. Adenoncos buruensis ingår i släktet Adenoncos och familjen orkidéer. Inga underarter finns listade i Catalogue of Life.